# Гейден, Конрад
Конрад Ге́йден (нем. Konrad Heiden; 7 августа 1901, Мюнхен — 18 июня 1966, Нью-Йорк, штат Нью-Йорк) — немецкий и американский журналист и писатель еврейского происхождения, специализировавшийся на идеологии национал-социализма. Автор первой значимой биографии Гитлера, увидевшей свет в 1936—1937 годах. Часто публиковался под псевдонимом «Клаус Бредов».
С начала 1920-х годов Гейден, сторонник социал-демократов и решительный противник национал-социализма, описывал политическую ситуацию, складывавшуюся в Мюнхене, и наблюдал за политической карьерой Гитлера. После прихода национал-социалистов к власти Гейден эмигрировал из Германии, а в 1950-е годы получил гражданство США.

## Биография
Конрад Гейден родился в Мюнхене в семье профессионального партработника СДПГ Иоганнеса Гейдена и его супруги Лины Дойчман, еврейки по национальности. Он провел свою юность во Франкфурте-на-Майне, где его отец работал организатором профсоюзов и был депутатом городского муниципалитета. В мае 1905 года родители Гейдена развелись. В 1906 году его мать умерла. Конрад Гейден учился в реальном училище во Франкфурте в 1908—1910 годах, затем в 1911—1919 годах посещал городскую гимназию имени Лессинга. В январе 1916 года умер его отец, и с этого момента Конрад Гейден проживал в приёмных семьях. Летом 1919 года Конрад Гейден перебрался к своей тётке в Мюнхен и учился на юридическом факультете Мюнхенского университета. В университете в 1922 году он организовал студенческий союз и был избран его председателем.
В 1923 году Гейден, окончив университет, устроился помощником редактора к Отто Гроту, баварскому корреспонденту газеты Frankfurter Zeitung, под руководством которого освоил азы журналистики. Гейден, как и его шеф, интересовался политикой и вскоре стал специалистом по зарождавшемуся в то время национал-социализму. В своих репортажах Гейден уделял особое внимание лидеру движения Адольфу Гитлеру, чьи ораторские выступления в мюнхенских пивных он впервые увидел ещё в 1921 году, будучи студентом. В 1929 году Гейден вошёл в состав редакции Frankfurter Zeitung во Франкфурте. В этот период газета, близкая к леволиберальной Немецкой демократической партии, переживала кризис, в том числе из-за того, что и НДП теряла своих сторонников. В 1932 году тираж газеты составлял лишь половину от тиража 1919 года. Газета выдерживала высокие стандарты журналистики и содержала большой штат, с 1926 года она терпела убытки в сотни тысяч рейхсмарок и оказалась на грани банкротства. Единственную надежду на спасение газета возлагала на демократически настроенных промышленников из круга IG Farben. Формально газета осталась независимой, тем не менее некоторые предприниматели пытались оказать давление на политический и экономический курс газеты и предотвратить публикации критических материалов в отношении IG-Farben и крупных промышленников. Поддержка Frankfurter Zeitung со стороны IG-Farben замалчивалась. Конраду Гейдену не позволяли писать политические статьи, поэтому он заведовал иллюстрированным приложением и изданием для женщин. В этих сложных условиях Конрад Гейден в 1929 году опубликовал репортаж о судебном процессе в мюнхенском участковом суде по делу об оскорблениях Гитлера в газете Das Tage-Buch.
В марте 1930 года Гейден некоторое время работал корреспондентом в Берлине. Здесь он опубликовал критический репортаж о выборах в ландтаг Тюрингии, по итогам которых национал-социалисты впервые в Германии вошли в состав земельного правительства, набрав более половины голосов местных избирателей. Благодаря своим связям в НСДАП Гейден хорошо ориентировался в деятельности этой партии. Среди его информаторов были братья Штрассеры, члены НСДАП, критически относившиеся к Гитлеру. Денежного содержания, выплачиваемого Гейдену газетой Frankfurter Zeitung, едва хватало на жизнь. На свою просьбу о повышении жалования Гейден не получил ответа и в конце концов уволился из газеты 28 сентября 1930 года, став в 29 лет безработным.
13 января 1931 года Гейден поступил на работу политическим редактором в печатное издательство Даммерта, консервативную пресс-службу, но уволился уже в конце года. С 1932 года Гейден был вынужден зарабатывать на жизнь свободным журналистом и писателем. 20 декабря 1932 года Гейден представил в Берлине свою первую книгу «История национал-социализма», которая была издана тиражом 5000 тысяч экземпляров и пользовалась большим успехом.
Вскоре после прихода к власти нацистов Гейден покинул страну и проживал на нелегальном положении в основном в Сааре. Вторую половину 1933 года Гейден прожил в Цюрихе, где была опубликована его вторая книга «Рождение Третьего рейха». В Саарбрюккене Гейден работал соредактором газеты Deutsche Freiheit. Накануне плебисцита о вхождении Саара в состав Германской империи Гейден под псевдонимом Клаус Бредов опубликовал два памфлета «Гитлер в неистовстве: кровавая трагедия 30 июня 1934 года» о Ночи длинных ножей и «Наци — социалисты?». После саарского плебисцита 13 января 1935 года Гейден бежал во Францию и до мая 1940 года проживал в Париже, работая шеф-редактором в эмигрантской газете Das Neue Tage-Buch Леопольда Шварцшильда.
В 1933—1936 годах Конрад Гейден совместно с такими видными личностями, как Альберт Эйнштейн, Генрих Манн, Томас Манн, Ромен Роллан и Уикхем Стид состоял в организации «Круг друзей Карла Осецкого», требовавшей освободить Осецкого из концлагеря Эстервеген и предложившей наградить его Нобелевской премией мира. В рамках этой кампании Гейденом была выпущена специальная брошюра. Конрад Гейден написал для неё текст «Премия мира — премия за характер».
В 1936—1937 годах цюрихское издательство Europa Verlag выпустило двухтомную биографию Гитлера, написанную Гейденом. Одновременно биография вышла в Великобритании, США и Франции. Эта работа показала, насколько тщательно исследовал Гейден личность Гитлера, несмотря на то, что лидер НСДАП скрывал свою личную жизнь. В том же 1937 году в амстердамском издательстве Querido Verlag вышла книга Гейдена «Европейская судьба». В 1937 году Конрада Гейдена лишили германского гражданства, а его имущество в Германии было конфисковано.
В начале Второй мировой войны проживавшего во Франции Гейдена интернировали. В июне 1940 года во время Французской кампании быстро продвигавшегося вермахта его освободили, и Гейден бежал в США через Лиссабон благодаря помощи Вариана Фрая и Международного комитета спасения. С помощью комитета он обзавёлся фальшивым чехословацким паспортом и во второй половине октября 1940 года отплыл на корабле в США по американской визе. Проживал в Нью-Йорке и Сан-Франциско. В феврале 1942 года выправил документы на настоящее имя и получил вид на жительство. В 1944 году увидел свет его главный и наиболее известный труд Der Führer — Hitler’s Rise to Power, признанный впоследствии книгой месяца в США и переизданный в британском Клубе левых книг.
После войны Конрад Гейден остался в США и в 1950-е годы получил гражданство. Впервые после 1933 года он вернулся на родину в декабре 1952 года. Сотрудничал с немецкими радиостанциями и продолжал работу в американских периодических изданиях. Гейдену диагностировали болезнь Паркинсона, которая постепенно лишала его возможности работать. Он проживал преимущественно в Массачусетсе с женой Маргарет А. Ван Уирт, которая умерла в 1961 году. В 1962 году Гейдену провели две операции на мозге, в результате которых он нуждался в постоянной медицинской помощи. Умер в госпитале в Бронксе. Похоронен на кладбище в Орлинсе, Массачусетс.

## Труды
- Geschichte des Nationalsozialismus. Die Karriere einer Idee. Rowohlt, Berlin 1932.
- Geburt des Dritten Reiches. Die Geschichte des Nationalsozialismus bis 1933. Europa Verlag, Zürich 1934.
- Hitler rast : Der 30. Juni : Ablauf, Vorgeschichte und Hintergründe. Volksstimme, Saarbrücken 1934 (под псевдонимом Клаус Бредов).
- Sind die Nazis Sozialisten? 100 Dokumente aus 14 Monaten. Volksstimme, Saarbrücken 1934 (под псевдонимом Клаус Бредов).
- Биография Гитлера:
  - (Band 1:) Adolf Hitler. Das Zeitalter der Verantwortungslosigkeit. Eine Biographie. Europa Verlag, Zürich 1936, Neuausgabe ebenda 2007, ISBN 3-905811-02-2.
  - (Band 2:) Adolf Hitler. Eine Biographie. Ein Mann gegen Europa. Europa Verlag, Zürich 1937 , Neuausgabe ebenda 2007, ISBN 3-905811-04-9.
  - Adolf Hitler. Das Zeitalter der Verantwortungslosigkeit. Ein Mann gegen Europa. Die Biografie. Europa Verlag, Berlin/München/Zürich/Wien 2017, ISBN 978-3-95890-117-9 (überarbeitete Neuausgabe der Gesamtausgabe von Band 1 und 2).
- Europäisches Schicksal. Querido Verlag, Amsterdam 1937.
- (Hrsg.): Der Pogrom: Dokumente der braunen Barberei. Das Urteil der zivilisierten Welt. Zürich 1939.
  - The new Inquisition.. Starling Press, New York 1939.
  - Les Vêpres Hitlériennes. Nuits sanglantes en Allemagne. Paris 1939.
  - Eine Nacht im November 1938. Ein zeitgenössischer Bericht. Wallstein, Göttingen 2013, ISBN 978-3-8353-1349-1.
- Der Fuehrer. Hitler’s Rise to Power. Haughton Mifflin, Boston 1944. Häufige Neuaufl., zuletzt Castle, 2002, ISBN 0-7858-1551-1.